# Osiedle Generała Władysława Andersa
Osiedle Generała Władysława Andersa – osiedle nr IX miasta Rzeszowa. Dnia 28 grudnia 2010 r. liczyło 11 707 mieszkańców, a według stanu na dzień 10 maja 2019 r. osiedle zamieszkiwały 11 062 osoby. Według stanu na 31 października 2019 r. osiedle liczyło 10 987 mieszkańców, natomiast dnia 18 lutego 2021 r. osiedle liczyło 10 710 mieszkańców. Do dnia 11 czerwca 1991 r. osiedle oficjalnie nosiło nazwę XX-lecia PRL. Znajduje się tu najdłuższy blok w Rzeszowie.